# Metamorfoze (roman)
Metamorfoze is de zevende roman van Louis Couperus. Het werk verscheen voor het eerst in 1897 bij zijn vaste uitgever L.J. Veen.

## Inhoud
De roman is zelf onderverdeeld in vijf delen: Het Boek van Torquato Tasso, Het Boek van Mathilde, Het Boek van Nirwana, Het Boek van Anarchisme en Het Boek van Metamorfoze.
De hoofdpersoon is aan het begin de 20-jarige Hugo Aylva, die in hoge mate model staat voor Couperus zelf. Centraal in de verhalen staat de geestelijke ontwikkeling van de hoofdpersoon en zijn drang om voortdurend nieuwe kunst te scheppen. Dit doet hij in eerste instantie door zich toe te leggen op het schrijven van poëzie, wat echter geen groot succes wordt. Ook het liefdesleven van Aylva komt aan bod; hij krijgt een relatie met zijn eigen nicht Emilie en voelt ook iets voor een gescheiden vrouw in Parijs, die echter niets voor hem voelt.
In de latere boeken draait het onder meer om Hugo's dochter Mathilde en zijn zoon Arnold.

## Achtergronden
In 1894 dacht Couperus al aan deze roman, maar hij begon er pas jaren later aan te schrijven. Hij schreef het, blijkens de voorpublicaties, tussen april 1896 in Den Haag en februari 1897 in Parijs. In februari 1897 was het werk dus voltooid en begon het in delen te verschijnen in De Gids, in de afleveringen van april, mei en juni. In november 1897 verscheen het bij Veen met een bandontwerp van Jan Toorop nadat een eerder ontwerp van Jan Verkade was afgewezen.
Couperus gaf zelf toe dat het werk autobiografische trekken had, maar niettemin toch geen autobiografie kon worden genoemd. Desondanks heeft Couperus' latere biograaf Frédéric Bastet het werk gebruikt als een 'bron' voor zijn biografie van Couperus.
De roman bevat verwijzingen naar diverse andere bekende literaire werken, waaronder Couperus' eigen werk en dat van Potgieter, en naar de sprookjes van de gebroeders Grimm.
Couperus had voorgesteld om een portret van hem op te nemen in het boek, en wel dat door Hendrik Haverman. Veen volgde dit en het is opgenomen tegenover de titelpagina.
Het kladmanuscript van de roman had Couperus aan zijn uitgever beloofd, maar hij vergat die belofte en schonk het aan zijn vriend Johan Hendrik Ram. Ram was bereid het conform de belofte aan Veen te geven, maar dat hoefde niet van de uitgever. Na het overlijden van Ram kwam het via de erfgenamen in 1928 in bezit van het (eerste) Louis Couperus Genootschap. Via het genootschap kwam het uiteindelijk terecht bij de letterkundige verzameling van het Haags Gemeentearchief en daarna in het Nederlands Letterkundig Museum.
Het werk werd geen groot succes en Veen heeft van de eerste druk nog verschillende exemplaren in een van de vele 'seriewerken' van Couperus' werk uitgegeven, zoals in de zogenaamde 'Werkenband' en zijn 'Standaardbibliotheek'.
Tijdens het leven van Couperus verscheen slechts een druk. Later verscheen het onder de titel Metamorfose.